# Manto

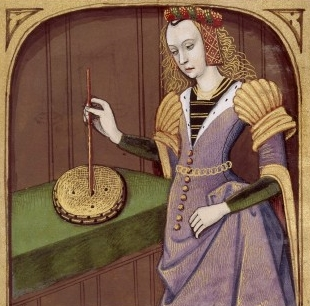
Manto praticând magia. Miniatură dintr-un manuscris medieval al De mulieribus claris, la Bibliothèque nationale de France (Biblioteca Națională a Franței).

În mitologia greacă, Manto este fiica celebrului ghicitor din Teba Tiresias pe care Ulise l-a consultat în lumea de dincolo. Când Teba a capitulat în fața epigonilor, ea a fost dusă la Delphi la oracolul lui Apollo. Sigur că moștenise daruri excepționale de la tatăl său,  zeul i-a încredințat unul din propriile sale oracole, la Claros, în Asia Mică. L-a conceput pe Mopsos din legătura sa cu zeul.
Din legătura sa cu zeul Tiberinus, Manto l-a conceput pe Ocnus, cel care este considerat ca fiind fondatorul Mantovei, în Italia. Potrivit lui Vergilius, Manto i-ar fi dat numele său Mantovei:
În română : „Ocnus dincolo zorește-nglodirea din țara străbună,
Tânăr din Manto vrăjita născut și din râul toscanic,
Carele, Mantua, ziduri ți-a dat și numene-al mamei: [...]”Vergilius, Eneida 
În latină : „Ille etiam patriis agmen ciet Ocnus ab oris,
fatidicae Mantus et Tusci filius amnis,
qui muros matrisque dedit tibi, Mantua, nomen [...]”Aeneis/Liber X 